# Club Deportivo Egabrense
El Club Deportivo Egabrense  es un club de fútbol español de la localidad de Cabra (Córdoba). Fue fundado en 1921 y es el club más antiguo de la provincia de Córdoba. La temporada 2021/2022 militará en División de Honor tras su ascenso logrado esta campaña.
Su uniforme oficial consta de camiseta roja, pantalón negro  y medias rojas.
- Datos: Q18590749